# La Goulue entra al Moulin Rouge
La Goulue entra al Moulin Rouge è un dipinto del pittore francese Henri de Toulouse-Lautrec, realizzato nel 1892 e conservato nel Museum of Modern Art di New York.

## Storia
Louise Weber, detta La Goulue, (1866-1929), alla fine dell'Ottocento era una delle stelle più brillanti del Moulin Rouge. Famosa per i suoi can-can indiavolati e per i modi sfrontati, era legata all'artista da amicizia sincera e fu da lui presa a modello per molti altri dipinti e disegni, tra cui una celeberrima affiche pubblicitaria del 1891. 

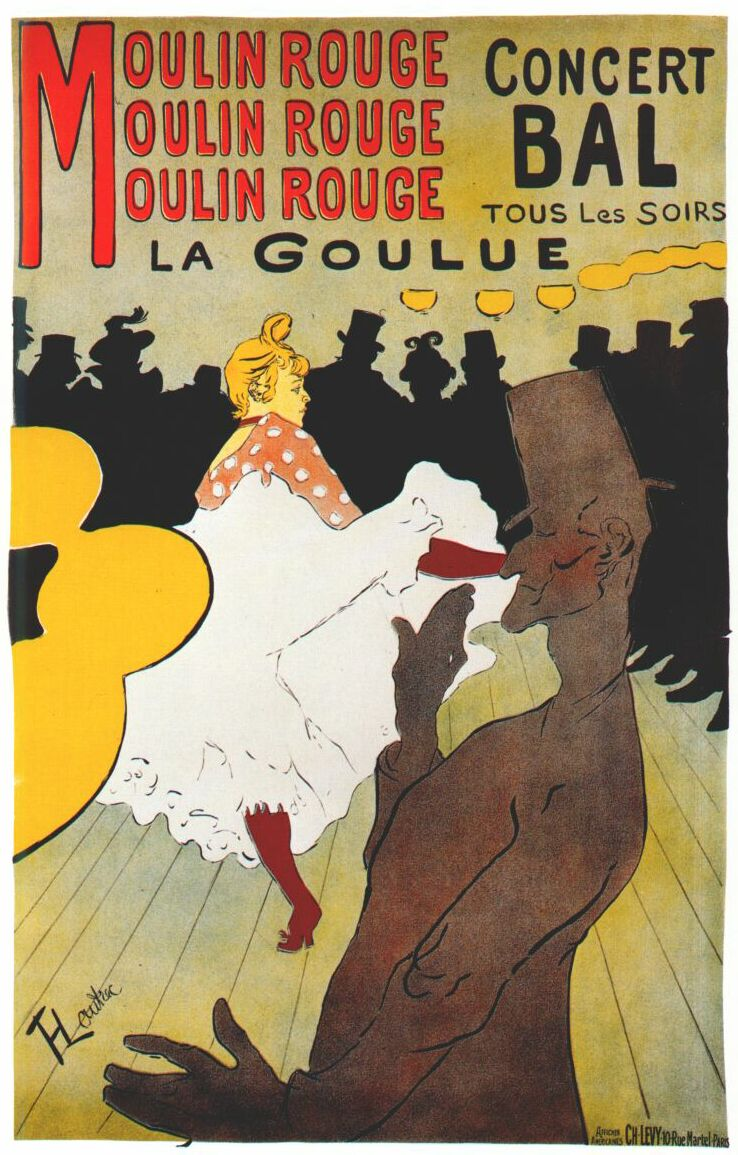
Affiche di Henri de Toulouse-Lautrec che pubblicizza il Moulin Rouge e la sua grande vedette La Goulue (1891).

## Descrizione dell'opera
La Goulue viene colta, come in un'istantanea fotografica, di sorpresa mentre varca l'ingresso del Moulin Rouge, accompagnata sottobraccio da due donne vestite di scuro: sua sorella (a sinistra) e la sua amante (a destra). Sullo sfondo, davanti allo specchio dell'ingresso, passa un avventore con ancora in testa la tuba.
La vedette indossa un abito bianco dai riflessi celesti, molto scollato e ornato da un ramo floreale, porta un nastrino nero e una sottile catenina d'oro al collo, anelli alla mano sinistra e orecchini en pendant, e ha i fulvi capelli raccolti nel caratteristico ciuffo a torre. Nonostante la danzatrice appaia sicura di sé, quasi arrogante, è inevitabile cogliere nella sua figura e nello sguardo triste un accenno di decadenza.
La composizione, oltre che dalla nascente arte fotografica e dal lavoro di Edgar Degas (artista molto ammirato da Lautrec), appare influenzata dalle stampe giapponesi Ukiyo-e nella scelta dello spazio poco profondo, del ritaglio audace e dei contorni pesanti che appiattiscono le forme.
Lautrec considerava questo lavoro il migliore dei suoi dipinti ispirati alle sale da ballo e nel 1892 lo espose quattro volte.